# Will Calhoun
William "Will" Calhoun (22 de julio de 1964, en Brooklyn, Nueva York) es un baterista estadounidense, graduado con honores del Berklee College of Music. Es el baterista de la banda de rock Living Colour. También ha tocado en las bandas Jungle Funk y HeadFake, grabado algunos álbumes de jazz, y colaborado con diversos artistas, incluyendo a Pharoah Sanders, B.B. King, Herb Alpert, Dr. John, Jaco Pastorius, Wayne Shorter, Marcus Miller, Public Enemy y Ronnie Wood. Toca en la canción «Crimson Deep» del álbum What Lies Beneath de la cantante finlandesa Tarja Turunen. 

## Discografía
- 1995 - Housework
- 1997 - Drumwave
- 2000 - Live At The Blue Note (Como "The Will Calhoun Quintet")
- 2005 - Native Lands
- 2013 - Life In This World